# Mesochorus divergentus
Mesochorus divergentus là một loài tò vò trong họ Ichneumonidae.